# Entonjo Elezaj
Entonjo Elezaj (Torino, Italia, 14 de julio de 1996) es un futbolista italiano de origen albanés. Juega de arquero.

## Selección
Ha sido internacional con la Selección Sub-17 y Sub-19 de Albania en 6 ocasiones.

## Clubes
| Club                          | País   | Año         |
| ----------------------------- | ------ | ----------- |
| Juventus de Turín (Juveniles) | Italia | 2013 - 2014 |
| Pro Vercelli Calcio           | Italia | 2014 - 2015 |
| Sliema Wanderers (Cedido)     | Malta  | 2015 - 2016 |
| A.C. Perugia Calcio           | Italia | 2016 - 2017 |